# The Chamber

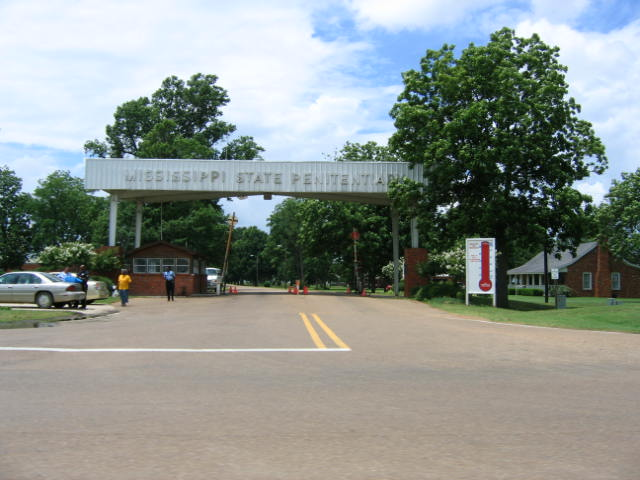
Mississippi State Penitentiary

The Chamber is een dramafilm uit 1996. De film is geregisseerd door James Foley en vertelt het verhaal van een ter dood veroordeelde racist die geholpen wordt door zijn kleinzoon, die advocaat is. Het is de verfilming van het gelijknamige boek van John Grisham.

## Verhaal
Sam Cayhall is een verbitterde racist die vastzit voor moord. Jarenlang heeft hij doodstraf vermeden door in hoger beroep te gaan, maar nu is hij ter dood veroordeeld en het vonnis zal na een maand voltrokken worden door vergassing. Zijn kleinzoon, Adam Hall, is advocaat en bereid zijn grootvader te helpen. Omdat Sam in eerste instantie niet mee wil werken, gaat Adam zelf spitten in zijn verleden.
Hij komt erachter dat Sams familie vele racistische generaties had en dat Sam daardoor zeer racistisch werd opgevoed. Hij onderneemt veel stappen om Sam van de doodstraf te redden. Zo praat hij met de gouverneur en de moeder van Sams slachtoffers. Uiteindelijk komt Adam erachter dat Sam opdracht kreeg van een zekere Rollie Wedge, eveneens een racist. Adam probeert Sams straf te verlichten, door duidelijk te maken dat Wedge zijn opdrachtgever was.
Sam wordt steeds berouwvoller en besluit met Adam mee te werken. Maar het helpt niet. De gouverneur besluit het vonnis alsnog te voltrekken. Sam beseft zijn grote fouten en na een emotioneel afscheid van Adam, wordt Sam naar de gaskamer gebracht. Sam wordt daar ter dood gebracht. Uiteindelijk wordt Wedge wel opgepakt voor zijn misdaden. Adam laat de zaak rusten, want hij kan niets meer doen.

## Rolverdeling
| Acteur               | Personage                   |
| -------------------- | --------------------------- |
| Gene Hackman         | Sam Cayhall                 |
| Chris O'Donnell      | Adam Hall                   |
| Faye Dunaway         | Lee Bowen                   |
| Raymond J. Barry     | Rollie Wedge                |
| Robert Prosky        | E. Garner Goodman           |
| Bo Jackson           | Sgt. Clyde Packer           |
| Lela Rochon          | Nora Stark                  |
| David Marshall Grant | Gouverneur David McAllister |
| Nicholas Pryor       | Rechter Flynn F. Slattery   |
| Harve Presnell       | Atty. Gen. Roxburgh         |
| Richard Bradford     | Wyn Lettner                 |
| Greg Goossen         | J. B. Gullitt               |
| Seth Isler           | Marvin B. Kramer            |
| Millie Perkins       | Ruth Kramer                 |
| Sid Johnson          | Josh Kramer                 |

## Trivia
De executie van Jimmy Lee Gray wordt genoemd in de film, als Gene Hackman de mislukte uitvoering van de executie van Teddy Meek in de gaskamer beschrijft.